# Eve Beuvens
Eve Beuvens (* 7. November 1978) ist eine belgische Jazzmusikerin (Piano, Komposition).

## Leben und Wirken
Beuvens wollte zunächst Kontrabass lernen, doch wechselte sie mit 13 Jahren ans Klavier, weil das körperlich einfacher zu spielen war. Sie fühlte sich sofort zum Jazz hingezogen, war zunächst Autodidakt und nahm Unterricht bei Nathalie Loriers. Nach einem ersten Studienabschluss in Philosophie studierte sie bis 2005 am Koninklijk Conservatorium van Brussel (und der Musikhochschule Köln) bei Diederik Wissels, John Ruocco, Kris Defoort, Garrett List und John Taylor.
Beuverns veröffentlichte 2009 ihre erste CD Noordzee im Quartett mit Joachim Badenhorst, Yannick Peeters und Lionel Beuvens (ihrem Bruder) auf dem Label Igloo Records. Mit ihrer Band nahm sie 2009 an einer Jazztournee von Lundis d’Hortense, 2010 am Festival 12 points in Norwegen, 2011 an einer Tournee in Deutschland (u. a. bei Jazzahead) teil. Weiterhin war sie als Pianistin im Cezaruisz Gadzina Quartet, bei den Sidewinders (A Little Busy) und im Quintett von Alex Beaurain (Sentiments d’un Clown) tätig. Seit 2010 arbeitete sie zudem mit dem schwedischen Saxophonisten Mikael Godée im Duo, seit 2013 vor allem im Quartett. Nach dem gemeinsamen Album MEQ (2013) auf dem Label Spookhuis erschien ihre zweite CD als Quartett Looking Forward 2019 bei Igloo, wo 2023 auch ihr drittes, in Schweden eingespieltes Album Ingen Fara veröffentlicht wurde.
Seit einem Auftritt auf dem Gaume Jazz Festival 2013 leitet Beuvens zudem ihr Septett Heptatomic mit Laurent Blondiau, Grégoire Tirtiaux, Sylvain Debaisieux, Benjamin Sauzereau, Manolo Cabras und Lionel Beuvens. Dessen gleichnamiges Album erschien 2015 bei Igloo und wurde auf den Festivals Jazz à Liège, Tournai Jazz Festival, Avignon und Cannes vorgestellt. 2021 erschien ihr Soloalbum Inner Geography. Weiterhin arbeitet sie im Angels Trio mit dem Sänger und Elektroniker Lynn Cassiers und dem Bassisten Lennart Heyndels.